# Відкритий чемпіонат США з тенісу 2003
Відкритий чемпіонат США з тенісу 2003 проходив з 25 серпня по 7 вересня 2003 року на відкртих кортах Тенісного центру імені Біллі Джин Кінг у парку Флашинг-Медоуз у районі Нью-Йорка Квінз. Це був четвертий, останній турнір Великого шолома календарного року.

## Події
Минулорічні чемпіони в одиночному розряді, як у чоловіків, так і у жінок, не захищали своїх титулів. Піт Сампрас неофіційно завершив кар'єру, Серена Вільямс не брала участі в турнірі через травму. 
У чоловіків свій єдиний титул Великого шолома здобув американець Енді Роддік. У жінок фінал був чисто бельгійським протистоянням,  в якому Жустін Енен-Арденн здолала Кім Клейстерс. Цей титул став другим титулом Великого шолома для Енен-Арденн взагалі та першим у США.
Переможці парного турніру чоловіків збільшили кількість своїх титулів Великого шолома. Юнас Бйоркман виграв ушосте, але вперше у США, Тодд Вудбрідж, який залишився без свого постійного партнера, здобув 15-й парний титул, 3-ій у США. 
Жіноча пара Суарес/Руано Паскуаль виграла 4-ий титул Великого шолома, 2-ий у США.
У міксті Катарина Среботнік виграла 2-ий титул Великого шолома, але в США вона перемогла вперше. Її партнер, Боб Браян здобув свій перший титул Великого шолома в міксті. 
Парні змагання юніорів, як у хлопців, так і в дівчат, скасовано через негоду.

## Результати фінальних матчів

### Дорослі
| Одиночний розряд. Чоловіки           |                                        |                    |
| Енді Роддік                          | Хуан Карлос Ферреро                    | 6–3, 7–6(7–2), 6–3 |
|                                      |                                        |                    |
| Одиночний розряд. Жінки              |                                        |                    |
| Жустін Енен-Арденн                   | Кім Клейстерс                          | 7–5, 6–1           |
|                                      |                                        |                    |
| Парний розряд. Чоловіки              |                                        |                    |
| Йонас Бйоркман Тодд Вудбрідж         | Майк Браян Боб Браян                   | 5–7, 6–0, 7–5      |
|                                      |                                        |                    |
| Парний розряд. Жінки                 |                                        |                    |
| Вірхінія Руано Паскуаль Паола Суарес | Світлана Кузнецова Мартіна Навратілова | 6–2, 6–2           |
|                                      |                                        |                    |
| Мікст                                |                                        |                    |
| Катарина Среботнік Боб Браян         | Ліна Красноруцька Деніел Нестор        | 5–7, 7–5, 7–6(7–5) |
|                                      |                                        |                    |

### Юніори
| Одиночний розряд. Хлопці  |                  |          |
| Жо-Вілфрід Тсонга         | Маркос Багдатіс  | 7–6, 6–3 |
|                           |                  |          |
| Одиночний розряд. Дівчата |                  |          |
| Кірстен Фліпкенс          | Міхаелла Крайчек | 6–3, 7–5 |
|                           |                  |          |
| Парний розряд. Хлопці     |                  |          |
| Скасовано через негоду    |                  |          |
| Парний розряд. Дівчата    |                  |          |
| Скасовано через негоду    |                  |          |